# Pylône (roman)
Pour les articles homonymes, voir Pylône.
Pylône (titre original en anglais Pylon) est un roman de William Faulkner publié originellement le 25 mars 1935 par les éditeurs new-yorkais Smith & Haas et en français en 1946 par les éditions Gallimard.

## Résumé
Il s'agit de l'histoire d'un quatuor de « chevaliers du ciel » se produisant dans divers meeting aériens et dont la vie n'a rien de conventionnel. Ils vivent de façon précaire, toujours proches du dénuement, au jour le jour, à la façon de « trompe-la-mort » modernes. De plus, formant un « ménage à trois », leurs rapports interpersonnels sont peu orthodoxes et choquants selon les normes de la société de l'époque dans laquelle ils vivent. À New Valois, ils rencontrent un journaliste surmené et extrêmement émotif qui s'implique profondément avec eux. Les conséquences sont tragiques.

## Analyse

### Contexte
Contrairement aux œuvres situées dans le comté imaginaire de Yoknapatawpha, le récit a ici pour cadre New Valois en Franciana, une ville fictive inspirée de La Nouvelle-Orléans en Louisiane. Évoquant cette œuvre, Faulkner parlait d'un « roman anti-faulknérien »[réf. nécessaire], à tout le moins particulièrement singulière dans le « canon faulknérien ». 

### Personnages
Les cinq personnages principaux sont :
- Le reporter, dont le nom n'est jamais cité, est envoyé en reportage pour le meeting d'inauguration de l'aéroport Feinman à New Valois. Ayant des problèmes avec l'alcool, il semble dépendre des subsides de sa mère et des « prêts » fréquents de son patron (Hagood, le directeur du journal).
- Roger Shumann, le pilote, est un aviateur très habile, dont la volonté de prendre des risques fournit au quatuor qui l'accompagne la majeure partie de leur revenu.
- Jiggs, le mécanicien, est profondément alcoolique, fait perpétuellement la fête, ce qui lui vaut des ennuis avec la police.
- Laverne, mécanicienne et ancien cascadeuse, est impliquée dans une affaire sentimentale avec à la fois Shumann et le parachutiste dans un ménage à trois faisant scandale dans les villes du Sud des États-Unis. Elle est la mère de l'enfant, dont l'identité du père, de Schumann ou de Holmes, est floue.
- Jack Holmes, le parachutiste, accompagne Schuman, Laverne et l'enfant, de meeting en meeting, dans les exhibitions moins lucratives de saut d'altitude.

Les personnages secondaires sont :
- Hagood, le directeur d'un journal local de New Valois.
- Jack, l'enfant de Laverne, fils de Schumann ou de Holmes. Le reporter le surnomme « Dempsey » à cause de sa volonté d'en découdre avec tous ceux qui lui demandent « Qui c'est qui est ton père ? »
- Dr et Madame Shumann, les parents de Shumann qui vivent à Myron dans l'Ohio.
- Matt Ord, un pilote légendaire, connu partout dans le monde de l'aviation et de la cascade aérienne. Plus ou moins retiré de l'aviation, il est pour partie propriétaire de la Ord-Atkinson Aircraft Corporation.  C'est lui qui procure un avion à Roger Shumann.
- Colonel Feinman, le nabab de New-Valois, président du syndicat d'épuration des eaux, qui est propriétaire du nouvel aéroport où une grande partie de l'action du roman a lieu.

## Adaptation
- 1958 : Le roman a fourni la base du film La Ronde de l'aube ((en) The Tarnished Angels) réalisé par Douglas Sirk, avec Rock Hudson, Robert Stack, et Dorothy Malone.

## Éditions
- Pylône, traduit par René Raimbault et G. L. Rousselet, éditions Gallimard, 1946 ;
- Pylône, Le Livre de poche, 1968.
- Pylône, coll. « Folio », éditions Gallimard, 1973.
- Pylône (édition corrigée et révisée par François Pitavy) in Faulkner – Œuvres romanesques, vol. II, Bibliothèque de la Pléiade, éditions Gallimard, 1995  (ISBN 978-2-07-011315-6).